# Matteo Trevisan
 Matteo Trevisan  (nacido el 13 de agosto de 1989) es un tenista profesional italiano, nacido en la ciudad de Florencia, Italia. Es el hermano mayor de la tenista Martina Trevisan. 
Logró posicionarse como número uno del mundo entre las categorías menores en 2007, aunque luego no cumplió con las expectativas en el circuito profesional y solo logró resultados discretos en el circuito ITF. Perdió confianza en sus habilidades y después de una serie de lesiones, interrumpió su carrera profesional en 2017 para dedicarse a los campeonatos por equipos y la enseñanza del tenis.

## Carrera
Su mejor ranking individual es el N.º 267 alcanzado el 18 de octubre de 2010, mientras que en dobles logró la posición 341 el 3 de noviembre de 2014.
No ha logrado hasta el momento títulos de la categoría ATP ni de la ATP Challenger Tour, aunque sí ha obtenido varios títulos Futures tanto en individuales como en dobles.